# Аверкий Иерапольский
Аверкий Иерапольский (греч. Αβέρκιος Ιεραπόλεως; ум. 167 год) — раннехристианский святой, равноапостольный, епископ Иерапольский. Память в православной церкви — 22 октября (4 ноября). 
Жил во второй половине II века и получил сан епископа Иераполя во Фригии в правление Марка Аврелия (161—180). Согласно житию, Аверкий, подражая апостолу Павлу, много путешествовал (посещал Рим, Сирию, Месопотамию), проповедовал, совершал чудеса.
Впоследствии епископ Аверкий был канонизирован. Его житие было составлено в V или VI веке. До нас дошли не менее 50 списков этого сочинения. Все они написаны на греческом языке.
Евсевий упоминает, что епископом Иераполиса в указанное время был некий Аполлинарий, но у Евсевия упоминается и некий Авиркий Маркелл, тоже служивший во Фригии, — по-видимому, тот самый Аверкий.
В 1881 году шотландский учёный Уильям Рамси установил, что во Фригии в древности было два города, носивших название Иерополис: современный Памуккале и другой, который находился дальше к северо-востоку, около современного селения Кочхисар (этот район в древности носил название Пентаполис — «пять городов», одним из которых был Иерополь).
В 1883 году  тот же учёный обнаружил в Синнаде два датированных 216 годом фрагмента  эпитафии из 22 метрических строк с описанием трудов и путешествия Аверкия, почти полностью совпадавшим с приведённым в житии. На тот момент это была древнейшая христианская надпись из известных. Впоследствии были найдены и другие фрагменты, позволившие восстановить полный текст. Останки эпитафии хранятся в Христианском музее Ватикана.